# Karlovac Feričanački
Karlovac Feričanački es una localidad de Croacia en el ejido de la ciudad de Orahovica, condado de Virovitica-Podravina.

## Geografía
Se encuentra a una altitud de 118 m s. n. m. a 211 km de la capital nacional, Zagreb.

## Demografía
En el censo 2011 el total de población de la localidad fue de 12 habitantes.
| Gráfica de población de Karlovac Feričanački 1857-2011              |
|                                                                     |
| Según los censos de población de la oficina estadística de Croacia. |